# Bryum voeltzkowii
Bryum voeltzkowii är en bladmossart som beskrevs av Brotherus in Voeltzkow 1908. Bryum voeltzkowii ingår i släktet bryummossor, och familjen Bryaceae. Inga underarter finns listade i Catalogue of Life.